# Karl Geiger
Pour les articles homonymes, voir Geiger.
Karl Geiger, né le 11 février 1993 à Oberstdorf, en Bavière, est un sauteur à ski allemand.

## Carrière
Karl Geiger prend part à sa première compétition officielle de la FIS en 2008 et obtient son premier podium international en 2012 à la Coupe OPA à Chaux-Neuve, avant de monter sur deux podiums dans la Coupe continentale estivale.
Il fait ses premiers pas dans la Coupe du monde en novembre 2012 à lillehammer, marquant ses premiers points (21e). Le mois suivant, il termine sixième lors du concours pré-olympique de Sotchi. Durant la saison 2013-2014, il s'offre son premier podium de Coupe du monde à l'occasion du concours par équipes de Klingenthal où les Allemands prennent la deuxième place.
Il est sélectionné par Werner Schuster pour sa première Tournée des quatre tremplins en 2014-2015 et de nouveau en 2015-2016.
En février 2016, il monte sur son premier podium individuel en terminant deuxième à Lahti. S'il se classe trentième dans la Coupe du monde en 2016, c'est dans la Coupe continentale qu'il s'exprime le plus, terminant deuxième du classement général derrière Clemens Aigner, gagnant trois manches.
Aux Jeux olympiques d'hiver de 2018, Karl Geiger fait partie de l'équipe allemande après avoir loupé la sélection il y a quatre ans. Il y est dixième et septième en individuel, puis remporte la médaille d'argent au concours par équipes avec Richard Freitag, Stephan Leyhe et Andreas Wellinger. 
À l'été 2018, il se classe deuxième du classement général du Grand Prix d'été de saut à ski, avec deux victoires en concours à la clé. Il confirme sa bonne forme en remportant deux succès d'étape sur la Coupe du monde 2018-2019 à Engelberg et Willingen. Il est alors choisi pour participer à ses premiers championnats du monde à Seefeld, où il remporte la médaille d'argent sur le grand tremplin derrière son compatriote Markus Eisenbichler, qui remporte sa première victoire ici. Il est également actif dans les deux titres mondiaux par équipes (masculin et mixte) de l'Allemagne. Sur la compétition en petit tremplin, il est dix-huitième, alors qu'il était deuxième dans la première manche, subissant les conditions neigeuses et changeantes.
Il continue son ascension en 2019-2020, où il ajoute quatre succès en Coupe du monde à son palmarès, dont deux dans le même week-end à Val di Fiemme et il est troisième de la Tournée des quatre tremplins, son premier podium dans cette compétition, grâce à trois deuxièmes places sur des manches. Au total, il monte sur onze podiums individuels cet hiver, ce qui le propulse au deuxième rang du classement général derrière Stefan Kraft, mais avec plus de 300 points d'avance sur le troisième Ryoyu Kobayashi.
En décembre 2020, alors qu'il revient de maladie (il a contracté la Covid-19) et vient de devenir père, sur les Championnats du monde de vol à ski, il remporte la médaille d'or individuel devant la révélation de l'année Halvor Egner Granerud avec une marge minimale de 0,5 point, soit son premier titre international et aussi la médaille d'argent par équipes. 
Il est ensuite de nouveau vainqueur à Oberstdorf dans le cadre de la Tournée des quatre tremplins 2020-2021. Bien placé, il se loupe à Innsbruck, la troisième étape, où il n'est que seizième et laisse échapper la victoire finale qui appartient au Polonais Kamil Stoch, Geiger prenant la position de deuxième. Sur les compétitions suivantes, il est plus en retrait finissant hors des points à plusieurs reprises.

## Palmarès

### Jeux olympiques
| Épreuve / Édition   | Individuel     | Individuel     | Par équipes Grand tremplin | Par équipes mixte Petit tremplin |
| Épreuve / Édition   | Petit tremplin | Grand tremplin | Par équipes Grand tremplin | Par équipes mixte Petit tremplin |
| JO 2018 Pyeongchang | 10e            | 7e             | Argent                     | -                                |
| JO 2022 Pékin       | 15e            | Bronze         | Bronze                     | 9e                               |

Légende :
- : première place, médaille d'or
- : deuxième place, médaille d'argent
- : troisième place, médaille de bronze
- — : Karl Geiger n'a pas participé à cette épreuve

### Championnats du monde
| Épreuve / Édition        | Individuel     | Individuel     | Par équipes    | Par équipes |
| Épreuve / Édition        | Petit tremplin | Grand tremplin | Grand tremplin | Mixte       |
| Mondiaux 2019 Seefeld    | 18e            | Argent         | Or             | Or          |
| Mondiaux 2021 Oberstdorf | Argent         | Bronze         | Or             | Or          |
| Mondiaux 2023 Planica    | Bronze         | 8e             | 8e             | Or          |
| Mondiaux 2025 Trondheim  | 4e             | 21e            | 4e             | -           |

Légende :
- : première place, médaille d'or
- : deuxième place, médaille d'argent
- : troisième place, médaille de bronze
- — : Karl Geiger n'a pas participé à cette épreuve

### Championnats du monde de vol à ski
| Épreuve / Édition | Planica 2020 | Vikersund 2022 | Tauplitz 2024 |
| Individuel        | Or           | 8e             | 19e           |
| Par équipes       | Argent       | Argent         | Bronze        |

### Coupe du monde
- Meilleur classement général : 2e en 2020 et 2022.
- 1 petit globe de cristal :
  - Vainqueur du classement de Vol à Ski 2021.
- 2e de la Tournée des quatre tremplins 2020-2021.
- 41 podiums individuels : 15 victoires, 13 deuxièmes places et 13 troisièmes places.
- 21 podiums en épreuve par équipes dont 5 victoires.
- 2 podium par équipes mixte : 2 troisièmes places.
- 1 podium en Super Team : 1 victoire.

#### Différents classements en Coupe du monde
| Année     | Classement général final |
| 2012-2013 | 41e                      |
| 2013-2014 | 42e                      |
| 2014-2015 | 75e                      |
| 2015-2016 | 30e                      |
| 2016-2017 | 18e                      |
| 2017-2018 | 14e                      |
| 2018-2019 | 10e                      |
| 2019-2020 | 2e                       |
| 2020-2021 | 6e                       |
| 2021-2022 | 2e                       |
| 2022-2023 | 11e                      |
| 2023-2024 | 17e                      |

#### Victoires individuelles
| Année     | Lieu                                                                       |
| 2018-2019 | Engelberg (Suisse), Willingen (Allemagne)                                  |
| 2019-2020 | Val di Fiemme (Italie) x2, Râșnov (Roumanie), Lahti (Finlande)             |
| 2020-2021 | Oberstdorf (Allemagne), Planica (Slovénie) x2                              |
| 2021-2022 | Nijni Taguil (Russie), Engelberg (Suisse), Titisee-Neustadt (Allemagne) x2 |
| 2023-2024 | Klingenthal (Allemagne) x2                                                 |

### Championnats du monde junior
| Épreuve / Édition | Liberec 2013 |
| Individuel        | 7e           |
| Par équipes       | Bronze       |

### Grand Prix
- 2e du classement général en 2018.
- 7 podiums individuels, dont 3 victoires.
- 1 victoire par équipes mixtes.

Palmarès après l'édition 2020

### Coupe continentale
- 2e du classement général en 2016.
- 17 podiums, dont 6 victoires.

### Championnats d'Allemagne
- Champion d'Allemagne en individuel en 2019.